# Уокер, Люси
Лю́си Уо́кер (англ. Lucy Walker; 1836 год, Канада — 10 сентября 1916 года, Ливерпуль, Англия) — английская альпинистка, совершивший ряд первых женских восхождений в Альпах, включая восхождения на Эйгер и Маттерхорн. В 1913—1915 годах Люси Уокер была вторым президентом первого в мире женского Альпийского клуба в Лондоне.

## Биография
Люси Уокер родилась в Канаде в 1836 году, но вскоре вместе с семьёй переехала в Ливерпуль. Отец Люси, Фрэнсис Уокер (1808—1872), был преуспевающим предпринимателем и альпинистом. Младший брат Люси, Хорас Уокер (1838—1908), также впоследствии прославился как альпинист, совершив ряд первых восхождений в Альпах и на Кавказе.
О жизни Люси в Ливерпуле мало что известно. Она ни разу не была замужем, посвятив всю свою жизнь горам. Люси не имела привычки вести дневники или делать заметки о своей жизни и даже о своих восхождениях. В прессе история и достижения Люси освещались слабо, и о них было хорошо известно только её ближайшим соратникам и семье. Только после восхождения на Маттерхорн она обрела известность и стала известна широкому сообществу.
Несмотря на свои увлечения, Люси была сторонницей викторианского стиля в одежде. И даже когда она ходила на восхождения в Альпах, она всегда носила длинные юбки. Люси разговаривала на нескольких языках.
В 1909 году Люси вступила в образованный в 1907 году первый в мире женский Альпийский клуб в Лондоне. В 1913 году она была выбрана его президентом, сменив на этом посту основателя и первого президента клуба Элизабет Ле Блонд, и возглавляла клуб до 1915 года.
Люси умерла в своём доме в Ливерпуле 10 сентября 1916 года.

## Альпинистская карьера

### Общая информация
Люси Уокер впервые попала в Альпы в 1858 году. Люси, лечившаяся в те годы от ревматизма, последовала рекомендации врача больше ходить, и присоединилась к отцу и брату в их поездке в Альпы. В этой поездке Люси поднялась на перевал Теодул рядом с Маттерхорном. С тех пор началась активная альпинистская деятельность Люси Уокер, которая продлилась 21 год, с 1858 по 1879 годы. В этот период она приняла участие в 98 экспедициях, пропустив всего 4 сезона. За эти годы Люси, которая преимущественно ходила в горы вместе с братом, отцом, и горным гидом Мельхиором Андерреггом, приняла участие в 30 восхождениях на четырёхтысячники Альп, 28 из которых были успешными. Люси принадлежит ряд первых женских восхождений на горные вершины Альп, из которых наибольшую известность ей принесли восхождения на Эйгер и Маттерхорн, а также первое восхождение независимо от пола на вершину Балмхорн.
По мнению большинства историков альпинизма, Люси считается первой женщиной, которая начала совершать регулярные восхождения в Альпах. К тому моменту, как она начала совершать восхождения, в Альпах уже были совершены первые женские восхождения, но никто до Люси не делал это так системно и целенаправленно.

### Список первых женских восхождений Люси Уокер
Как минимум 16 восхождений, которые сделала Люси в Альпах, стали первыми женскими восхождениями в истории, а восхождение на Балмхорн — первым независимо от пола.
- 1860 год — Штральхорн, 4190 м;
- 1862 год — Финстерархорн, 4274 м;
- 1863 год — Цумштайншпитце, 4563 м;
- 1864 год — Эйгер, 3970 м;
- 1864 год — Гран-Комбен, 4314 м;
- 1864 год — Римпфишхорн, 4199 м;
- 1864 год — Балмхорн, 3698 м (первое восхождение независимо от пола);
- 1865 год — Гривола[англ.], 3969 м;
- 1866 год — Веттерхорн, 3692 м;
- 1866 год — Вайсхорн, 4506 м;
- 1866 год — Дом, 4545 м;
- 1867 год — Шрекхорн, 4078 м;
- 1868 год — Лискамм, 4527 м;
- 1868 год — Хинтер-Фишерхорн, 4025 м;
- 1869 год — Бернина, 4049 м;
- 1869 год — Эгюий-Верт, 4122 м;
- 1871 год — Маттерхорн, 4478 м.

### Ключевые восхождения
21 июля 1864 года Люси вместе с братом Хорасом Уокером и отцом в сопровождении гидов Якоба и Мельхиора Андереггов совершили первое восхождение на вершину Балмхорн. Через несколько дней, 27 июля, в составе расширенной группы из пяти клиентов и шести гидов (включая присоединившихся к ним Адольфа Мура, Кристиана Альмера и других гидов), они совершили восхождение на Эйгер. Это восхождение стало четвёртым удачным восхождением на Эйгер и первым в истории женским восхождением.
Мировая слава к Люси пришла в 1871 году, после того, как ей удалось стать первой женщиной в мире, которая покорила Маттерхорн. В этом восхождении Люси соперничала с другой известной альпинисткой того времени из США Метой Бревурт. Мета мечтала стать первой женщиной, покорившей Маттерхорн. Она уже предпринимала одну попытку восхождения в 1869 году, но тогда ей удалось подняться всего до 4000 метров, после чего её группе пришлось повернуть обратно ввиду плохих погодных условий. Следующую попытку Мета запланировала на 1871 год. Но о её планах стало известно Мельхиору Андерреггу, бессменному гиду Люси. Мельхиор срочно отправился в Церматт, где в тот момент находились Фрэнсис и Люси Уокер. Быстро сформировав команду, они вышли на восхождение 21 июля, и на следующий день, 22 июля 1871 года, успешно взошли на Маттерхорн группой в составе Фрэнка и Люси Уокеров, Фредерика Гардинера и гидов Генриха и Мельхиора Андереггов, Никлауса Кнубеля, Петера Кнубеля и Петера Перрена. Тем самым, Люси стала первой женщиной, которой удалось подняться на Маттерхорн. Мета через полтора месяца, 5 сентября 1871 года, стала первой женщиной, которой удалось совершить траверс Маттерхорна из Церматта в Брёй-Червинию.
Восхождение на Маттерхорн принесло Люси широкую известность. Многие периодические издания писали про её экспедицию, а одно даже опубликовало стихи в честь Люси. Хотя, по воспоминаниям Люси, восхождение на Маттерхорн не было самым сложным, которое ей приходилось совершать.